# Boss BD-2 Blues Driver
Boss BD-2 Blues Driver är en effektpedal för gitarr, tillverkad av Roland Corporation under varumärket Boss från 1995. Pedalen tillverkas i Taiwan.

## Historia
Bluesmusik fick en nytändning i början av 1990-talet, då bland andra Gary Moore och Eric Clapton hade stora hits med sina bluesalbum (Still Got the Blues och Rush). Boss insåg behovet av en pedal som kunde producera en bluesigt ljud, likt i gamla rörförstärkare, och lanserade 1995 pedalen BD-2 Blues Driver.
BD-2 Blues Driver blev snabbt en succé, och har sedan lanseringen en av de bästsäljande pedalerna från Boss. En av pedalernas huvudfunktioner är att distorsionsnivån är proportionell mot plockstyrkan på gitarren. Funktionen återfinns även på pedalen Boss DN-2 Dyna Drive.
Färgen på Boss BD-2 Blues Driver är blå, något som är ovanligt för en overdrivepedal från Boss, då de oftast är orangea. Detta beror på att Boss ville betona bluesdelen av pedalens namn.
Pedalen finns sedan 2014 i en nyversion tillverkad av Boss avdelning Waza Craft i Japan.